# Népi kollégiumok Erdélyben
Népi kollégiumok Erdélyben (1945-1948) "...sajátos közösség, ahol az új ember alakul ki és nevelődik. A népi kollégisták a környezetükben élő, velük egykorú ifjúsággal egy közösséget alkotnak, társaiktól csak a komolyabb munkavállalásban és mélyebb hivatástudatukban különböznek, és a velük egy nemzedékhez tartozó ifjúság szellemi fejlődését igyekeznek elősegíteni" – határozta meg a romániai magyar népi kollégiumi mozgalom egyik szervező egyénisége, Katona Szabó István (Nagy remények kora. I. 547).

## Története
A romániai népi kollégiumok közül elsőnek a Móricz Zsigmond Kollégium alakult meg 1945. június 1-jén, az egykori Györffy Kollégium mintájára és a magyarországi NÉKOSZ-mozgalom kibontakozásával egy időben. Az ő szándékuk kezdettől fogva a mozgalom kiszélesítése, a népi kollégiumok hálózatának létrehozása volt a magyar iskolákban és az egyetemeken. Már 1946 februárjában kidolgoztak egy tanulmányi rendet számukra, s a magyar tankerületi főigazgatóságok támogatásával az év tavaszán átfogó felmérést is készítettek a diákság életkörülményeiről, jövőt illető elképzeléseikről. A számbavétel alapjául szolgáló kérdőívet Demény Dezső, Józsa János és Markos András dolgozták ki; a felmérésben Dancsuly András és Fehér Imre (Arad, Nagyszalonta, Nagyvárad), illetve Kabán Ferenc és Páll Árpád (Szamosújvár, Dés, Zilah, Szilágysomlyó, Nagykároly, Szatmárnémeti, Nagybánya, Máramarossziget) Móricz-kollégisták vettek részt.
E felmérés eredményeit kiértékelve bocsátotta ki a Móricz Kollégium felhívását 1946. augusztus 5-i kelettel Erdély magyar társadalmához: "A feladat, amit vállalnotok kell, testvérek, kettős: először: fel kell kutatni azokat a fiatal magyarokat, kikben alkotó-értelmi erő szunnyad, másodszor: meg kell teremtenünk számukra azokat a diákotthonokat, ahol lakást és ellátást tudunk biztosítani számukra és közösségi szellemben tudjuk nevelni őket az új időknek megfelelő munkavállalásra" (Katona Szabó. I. 559).
A mozgalmat az EMKE és az MNSZ is támogatta, Gaál Gábor pedig az Utunkban már némi számonkéréssel jegyezte meg: „... a kiáltványt közzétette pár napilapunk, és azóta – csend van. Hihetjük, hogy a csendben a népi kollégiumok lázas elszaporodása folyik, de hihetjük azt is – és ez félő –, hogy ez a csend a visszhangtalanság csendje, holott e kiáltvány kívánalmai mögött nemzetiségünk legfontosabb kérdése lappang.”
A felhívás, ha nem is keltette a várt visszhangot, nem múlt el nyomtalanul: 1946 őszén Bódis Sándor és Szabó Zoltán megszervezik a marosvásárhelyi orvostanhallgatók Gecse Dániel népi kollégiumát, Kolozsváron pedig létrejön a Szabó Dezső népi kollégium, középiskolások számára. Irányítója Antal Árpád, tanulmányi vezetője Faragó József, mintegy 30 diákja legnagyobbrészt a Székelyföldről a szárazság idején Kolozsvárra került diák volt. Bentlakásuk számára a református teológia adott helyet, étkeztetésüket a római katolikus diákinternátus (a "Szent Jóska") biztosította. Később a vezetést Dancsuly András vette át, bentlakási helyiségeket pedig Magyar utca 1. sz. alatti irodáit felajánlva az EMKE biztosított.
Szintén az 1946/47-es tanévben szerveződött Kolozsvárt leánykollégium a Farkas utcában, a volt Kaszinó épületében, Varga Katalin Kollégium, s Marosvásárhelyt középiskolások számára Tolnai Lajos Kollégium néven.
Kezdeményezték népi kollégiumok szervezését Zilahon is, de sikertelenül. Amikor 1947. január 27-én az MNSZ összehívja a népi kollégiumok és népfőiskolák országos értekezletét, „már nyolc népi kollégium szervezéséről cikkeztek a lapok, de még valójában csak a szervezésnél tartottak” (Katona Szabó. II. 161).
1947 ősze új lendületet adott a szervezésnek: Temesváron a magyar egyetemisták létrehozzák a Szabó Árpád Kollégiumot, Kolozsváron megszervezik (a római katolikus Marianum Leánygimnáziumtól bérelt épületrészben) az Ocskó Teréz Kollégiumot, amelynek diákvezetője Lingvay Klára. Ugyanakkor – ha nem is szervezetileg – a kollégiumok sorába tartozik a zsidó egyetemi hallgatók Antal Márk Kollégiuma, amely a Majális utcai Diamant-házban talált otthonra, vezetője Selinger Zsuzsa. Ugyancsak 1947 őszén születik meg a József Attila Kollégium is, a Fürdő utcai volt Rózsa-villába már nem férő „móriczosok”-ból; ez azonban nem volt önálló intézmény, az itt lakó hallgatók a Móricz Kollégium Mátyás-szülőházbeli vitaestjeire jártak, s legfeljebb mint bentlakás jelentettek külön közösséget.
A népi kollégiumokat az MNSZ vezetése megpróbálta bevonni a közvetlenebb politikai munkába, s a maga Ifjúsági Tagozata alá rendelni, ez azonban jó ideig nem sikerült, annak ellenére, hogy a kollégisták baloldali irányú ideológiai szimpátiái nyilvánvalóak voltak. Az ideológiai befolyás határozottabb érvényesítésére a népi mozgalmak 1948 júniusában megrendezett országos találkozóján került sor, amelyre a sajtóbeszámolókra hivatkozó Katona Szabó István szerint 5 főiskolás és 14 középiskolás népi kollégium küldte el képviselőit. Ennek már „... fő feladata volt hozzáigazítani a kollégiumi célkitűzéseket az új idők új szelleméhez. Hozzá is igazították, leszögezvén, hogy minden kollégium a marxizmus-leninizmus szellemében fog működni, a Román Munkáspárt irányítása alatt, a Román Népköztársaság felvirágoztatása érdekében” (Katona Szabó. II. 232).
Nem sokkal ezután következett a tanügyi reform, az iskolák államosítása. Volt ugyan olyan elképzelés, hogy ennek alapján az államosított internátusokat népi kollégiumokká alakítják át, a valóságban azonban a tanügyi reform épp azt a diákönállóságot szüntette meg, ami a népi kollégiumok lényege volt.
1956-ban a Bolyai Tudományegyetem diákszervezkedéseinek és egy új diákszövetség programtervezetének keretében az egyetemi bentlakások népi kollégiumi jellegű újraszervezésének igénye is felvetődött. A magyar forradalom leverése után azonban a bölcsészkari diákszövetségi vezetők (Várhegyi István és társai) letartóztatásával és elítélésével, majd a Bolyai Tudományegyetem erőszakos beolvasztásával ez az elképzelés is szertefoszlott.